# Bataille de Tortuguero
La Bataille de Tortuguero est une bataille navale livrée le 15 avril 1844 pendant la guerre haïtiano-dominicaine (1844-1856).
Trois goélettes dominicaines, commandées par le commandant Juan Batista Cambiaso, repoussent un brigantin et deux goélettes haïtiennes, lors du premier combat jamais livré par la marine dominicaine. Le 15 avril est célébré aujourd'hui par la marine dominicaine comme celui du jour de sa fondation.

## Navires engagés
- République dominicaine
  - Goélette Separacion Dominicana (5 canons), Juan Batista Cambiaso
  - Goélette General Santana, Juan Batista Maggiolo
  - Goélette Maria Chica (3 canons), Juan Aejandro Acosta

- Haïti
  - Brigantin Pandora
  - Goélette La Mouche
  - Goélette Le Signifie

### Sources
- (en) Robert L. Scheina, Latin America's wars, vol. 1 : The age of the Caudillo, 1791-1899, Washington, D.C, Brassey's, Inc, 2003, 624 p. (ISBN 978-1-574-88450-0 et 978-1-574-88449-4)